# Mérida (Bundesstaat)
Mérida ist ein Bundesstaat von Venezuela und befindet sich in der andinen Region im Westen des Landes, im Norden grenzt er an den Maracaibo-See. Die Hauptstadt des Bundeslandes ist die Stadt Mérida, die sich auf 1630 Metern Seehöhe befindet.
Wirtschaftliche Bedeutung haben der Tourismus sowie der Acker- und Bergbau.
In Mérida befindet sich die Seilbahn Teleférico de Mérida, die laut eigenen Angaben die höchste und längste der Welt ist und in vier Abschnitten bis auf etwa 4.800 Meter auf den Pico Espejo führt.
Im Bundesstaat Mérida ist auch der Sitz der Universidad de Los Andes (ULA).

## Verwaltungsgliederung
Mérida ist in 23 Bezirke (Municipios) eingeteilt, in Klammern sind ihre Hauptstädte angegeben:
1. Alberto Adriani (El Vigía)
2. Andrés Bello (La Azulita)
3. Antonio Pinto Salinas (Santa Cruz de Mora)
4. Aricagua (Aricagua)
5. Arzobispo Chacón (Canagua)
6. Campo Elías (Ejido)
7. Caracciolo Parra Olmedo (Tucaní)
8. Cardenal Quintero (Santo Domingo)
9. Guaraque (Guaraque)
10. Julio César Salas (Arapuey)
11. Justo Briceño (Torondoy)
12. Libertador (Mérida)
13. Miranda (Timotes)
14. Obispo Ramos de Lora (Santa Elena de Arenales)
15. Padre Noguera (Santa María de Caparo)
16. Pueblo Llano (Pueblo Llano)
17. Rangel (Mucuchíes)
18. Rivas Dávila (Bailadores)
19. Santos Marquina (Tabay)
20. Sucre (Lagunillas)
21. Tovar (Tovar)
22. Tulio Febres Cordero (Nueva Bolivia)
23. Zea (Zea)

## Gebäude
In Mérida befindet sich der Centro Penitenciario de la Región Andina, eins der wichtigen Gefängnissen in den venezolanischen Anden.